# Bruce Botnick
Bruce Botnick (1945) es un productor de grabación e ingeniero de sonido estadounidense, más conocido por su trabajo con The Doors, y con Love. Él dirigió los dos primeros álbumes de Love, y co-produjo su tercer álbum, Forever Changes, con la banda del cantautor, Arthur Lee.

## Biografía
En noviembre de 1970, se hizo cargo de la producción del álbum de The Doors: L.A. Woman - el último con la presencia del cantante Jim Morrison - después de que el productor Paul A. Rothchild se pelease con el grupo sobre la dirección del álbum. También tiene un crédito como ingeniero asistente en el álbum Let It Bleed de Rolling Stones. Más tarde, produjo los dos primeros álbumes de Eddie Money: Eddie Money en 1977 y Life For The Taking en 1978. También produjo dos álbumes para el grupo de rock de Paul Collins llamado The Beat, incluyendo 1979 The Beat y 1982. The Kids Are The Same.
En 2018 se desempeñó como ingeniero principal del álbum Norma de la cantante y compositora chilena más célebre de los últimos años, Mon Laferte. El disco fue grabado en los mismísimos estudios de Capitol Records.